# Furcifer labordi
Furcifer labordi és una espècie de sauròpsid (rèptil) escatósChamaeleonidae, endèmica de les zones espinoses i caducifòlies de les regions del sud-oest de Madagascar.
El nom específic d'aquesta espècie, labordi, li ve donat en honor de l'aventurer francès Jean Laborde. Està classificada com a espècie vulnerable a la Llista Vermella de la UICN i inclosa a l'Apèndix II de la Convenció sobre el comerç internacional d'espècies en perill d'extinció, on es prohibeix el seu comerç i exportació.

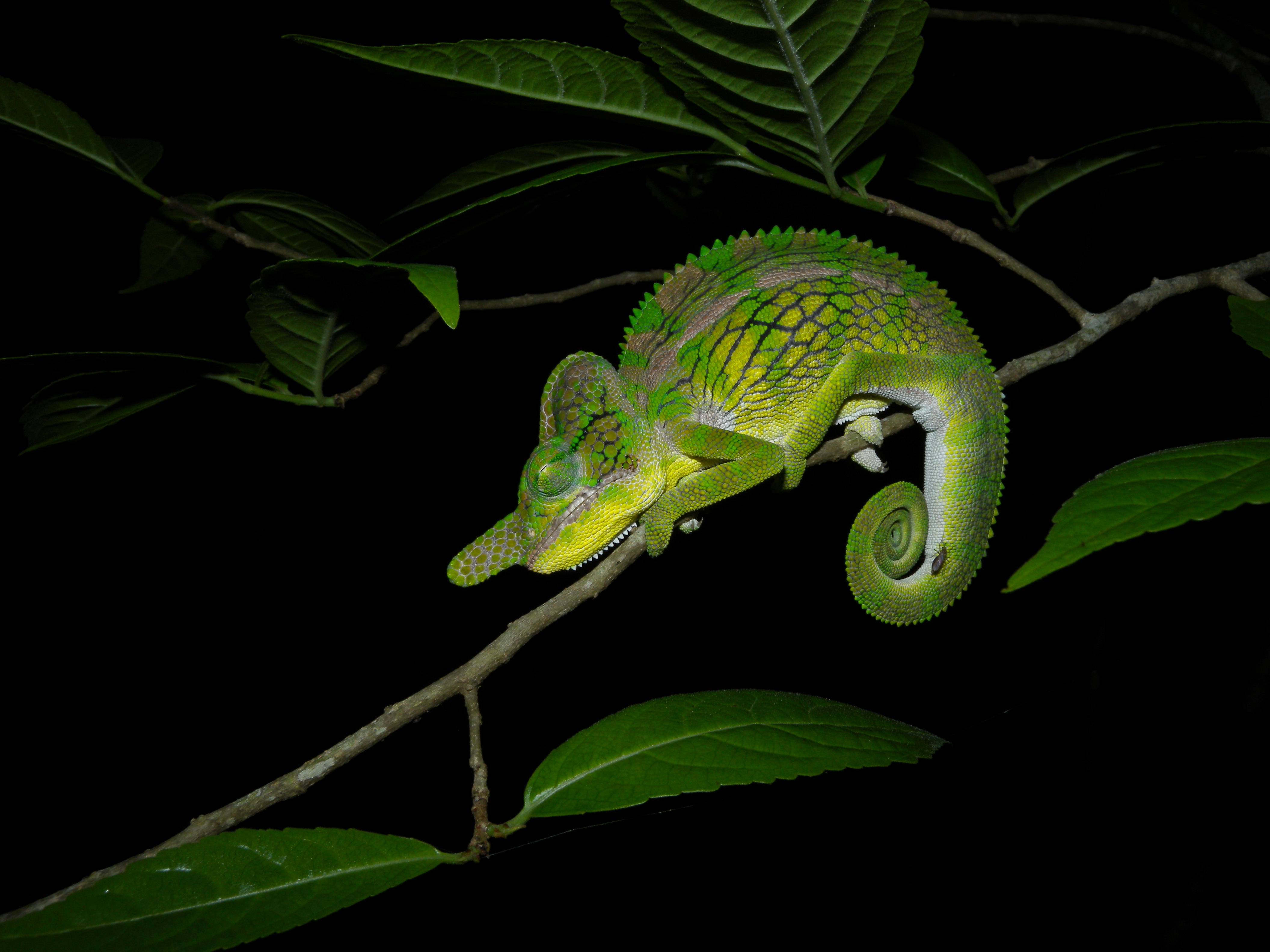
Camaleó Furcifer labordi mascle

## Característiques
Els camaleons Furcifer labordi arriben a una longitud total de 308 mil·límetres, inclosa la cua en els mascles; les femelles són molt més petites i hi ha un clar dimorfisme sexual. Els sexes tenen un aspecte molt diferent, amb els mascles que presenten colors verdosos amb ratlles blanques als costats i les femelles, però, tenen un aspecte molt més colorit amb tons violeta sobre el cos de color verd viu, marques blaves als costats, i de color taronja brillant a la zona de la columna vertebral.

## Història natural
Viuen només entre 4 i 5 mesos, la vida útil més curta registrada per a un vertebrat de quatre potes. En el seu hàbitat natural, els ous esclaten amb les primeres pluges a l'illa, el novembre. El creixement és ràpid i l'edat adulta arriba al gener, moment en el qual es reprodueixen. A finals de febrer o principis de març, les femelles han dipositat els ous que s'obriran l'any vinent i tota la població mora fins a les properes eclosions (semèlpara)